# I Second That Emotion
"I Second That Emotion" is een hitsingle van de Amerikaanse groep Smokey Robinson & The Miracles. Het was hun eerste top 5-single sinds hun naamsverandering van The Miracles in Smokey Robinson & The Miracles. Samen met nummers als "The Tears of a Clown", "You've Really Got A Hold On Me" en "The Tracks Of My Tears" is dit een van de best herinnerde nummers van de groep.
In 1969 verscheen een cover van het nummer, uitgebracht door een samenwerking van The Supremes en The Temptations. De single werd alleen in het Verenigd Koninkrijk uitgebracht. "I Second That Emotion" verscheen al een jaar eerder op de LP "Diana Ross & The Supremes Join The Temptations". De B-kant was, net als bij hun versie van "I'll Try Something New", "The Way You Do The Things You Do"
Het nummer gaat erover dat de verteller verliefd is, maar alleen iets met die persoon wil als hij/zij een vaste relatie wil en niet van lover naar lover gaat. "I Second That Emotion" ontstond uit een verkeerd uitgesproken zin door medecomponist Al Cleveland. In plaats van "I second that motion" zei hij per ongeluk "I second that emotion". Smokey Robinson zag er een hit in en ging verder met het nummer. De single verscheen niet op een regulier album. Het was voor het eerst op het album "Greatest Hits, Vol.2" van The Miracles te horen. De originele versie van "I Second That Emotion" was het meest succesvol op de hitparade van Canada. Daar bereikte het nummer net niet de top, het bleef namelijk op #2 steken. In de Verenigde Staten was het een #4 hit.

## Bezetting Smokey Robinson & The Miracles
- Lead: Smokey Robinson
- Achtergrondzang: Bobby Rogers, Ronnie White, Warren "Pete" Moore en Claudette Robinson
- Gitaar: Marv Tarplin
- Instrumentatie: The Funk Brothers
- Schrijver: Smokey Robinson en Al Cleveland
- Productie: Smokey Robinson

## Bezetting The Supremes & The Temptations
- Lead: Diana Ross en Eddie Kendricks
- Achtergrondzang: Mary Wilson, Cindy Birdsong, Otis Williams, Paul Williams, Eddie Kendricks, Dennis Edwards, Melvin Franklin
- Instrumentatie: The Funk Brothers
- Schrijvers: Smokey Robinson en Al Cleveland
- Productie: Frank Wilson
- Arrangeur: Paul Riser